# アラスカ州道一覧
アラスカ州道一覧（アラスカしゅうどうろいちらん、英語: 
List of Alaska Routes）は、米国アラスカ州にあるハイウェイで、州道番号は12種類（AK-1〜11とAK-98）しかなく、番号の付け方には明確なパターンがないことが多い。例えば、アラスカ州道4号線（AK-4）は南北に走っているのに対し、AK-2は大部分が東西に走っているが、フェアバンクスの北を通過して南北に走っている。1978年に建設されたクロンダイク・ハイウェイは、クロンダイク・ゴールドラッシュ100周年の1998年に指定されるまで番号が付けられていなかった。しかし、クロンダイク・ハイウェイよりも長大なアラスカのハイウェイの多くは、番号のないままである。
また、地方では道路標識や正式な住所表示としてよく使われるマイルポストも、その土地特有のランドマーク名で呼ばれることの方が多い。
アラスカ州内では、道路は番号ではなく名前または一般的な目的地で呼ばれることがほとんどである。
番号付きの道路は、複数のハイウェイ名にまたがっていることが多い。例えば、AK-1はグレン・ハイウェイ、スワード・ハイウェイ、スターリング・ハイウェイ、トック・カットオフのいずれかを指すことがあり、一方、スュワード・ハイウェイの一部にはAK-1、AK-9、州間高速道路A3（A-3）の番号が付けられている。

## 番号付きアラスカ州道
アラスカ州道1号線、アラスカ州道2号線、アラスカ州道3号線、アラスカ州道4号線などがある。

## 参照項目
- マイルポスト (ガイドブック)